# Grammatorcynus bicarinatus
Grammatorcynus bicarinatus är en fiskart som först beskrevs av Jean René Constant Quoy och Joseph Paul Gaimard 1825.  Grammatorcynus bicarinatus ingår i släktet Grammatorcynus och familjen makrillfiskar. IUCN kategoriserar arten globalt som livskraftig. Inga underarter finns listade i Catalogue of Life.